# Tang Jialin
Tang Jialin (唐佳琳,  Táng Jiālín; * 5. November 1991 in Baishan) ist eine chinesische Biathletin und Skilangläuferin.

## Karriere
Tang Jialin bestritt ihre ersten internationalen Rennen im Skilanglauf am letzten Tag des Jahres 2005 in Changchun im Rahmen des Skilanglauf-Far-East-Cups und wurde in einem Sprintrennen Vierte. Es dauerte bis zur Saison 2006/07, dass sie an selber Stelle zum ersten und einzigen Mal im Skilanglauf-Weltcup zum Einsatz kam. In diesem Rennen über 10 Kilometer Freistil wurde Tang 29. und gewann damit zwei Weltcuppunkte. Die nächsten internationalen Einsätze erfolgten bei der Winter-Universiade 2009 in Yabuli, bei der die Chinesin über 5 Kilometer Freistil den 30. Platz belegte und im Freistil-Sprint 26. wurde.
Seit 2008 konzentriert sich Tang vermehrt auf den Biathlonsport. Zum Auftakt der Saison 2008/09 debütierte sie in Idre im IBU-Cup und wurde in ihrem ersten Sprint 59. Erste Punkte gewann sie auf der folgenden IBU-Cup-Station in Obertilliach als 31. eines Einzels. Höhepunkt der Saison wurde die Teilnahme an den Junioren-Weltmeisterschaften 2009 in Canmore, wo sie 21. im Sprint, 22. in Verfolgung und Einzel sowie Achte im Staffelrennen wurde. Auf den ersten Stationen des IBU-Cups der Saison 2009/10 kam sie zu weiteren internationalen Einsätzen, bei denen die Chinesin mehrfach unter die besten 20 lief und mit Rang 12 bei einem Sprint in Obertilliach ihr bisher bestes Ergebnis in der zweithöchsten internationalen Rennserie des Biathlonsports erreichte. In Östersund kam Tang zu Beginn der Saison 2010/11 zu ihrem ersten Einsatz im Biathlon-Weltcup und wurde in einem Einzel 45. Damit verpasste sie erste Punkte um nur fünf Ränge. Die Weltcupränge erreichte sie eine Woche später als 40. in Hochfilzen erstmals. An gleicher Stelle kam Tang Jialin in der Saison 2011/12 im Sprint auf Platz 6 und zum ersten Mal in die Top Ten.

## Statistiken

### Weltcupplatzierungen
Die Tabelle zeigt alle Platzierungen (je nach Austragungsjahr einschließlich Olympische Spiele und Weltmeisterschaften).
- 1.–3. Platz: Anzahl der Podiumsplatzierungen
- Top 10: Anzahl der Platzierungen unter den ersten zehn (einschließlich Podium)
- Punkteränge: Anzahl der Platzierungen innerhalb der Punkteränge (einschließlich Podium und Top 10)
- Starts: Anzahl gelaufener Rennen in der jeweiligen Disziplin
- Staffel: inklusive Mixed- und Single-Mixed-Staffeln

| Platzierung              | Einzel | Sprint | Verfolgung | Massenstart | Staffel | Gesamt |
| ------------------------ | ------ | ------ | ---------- | ----------- | ------- | ------ |
| 1. Platz                 |        |        |            |             |         |        |
| 2. Platz                 |        |        |            |             |         |        |
| 3. Platz                 |        |        |            |             |         |        |
| Top 10                   |        | 1      |            |             | 1       | 2      |
| Punkteränge              | 8      | 15     | 9          | 1           | 47      | 80     |
| Starts                   | 25     | 68     | 26         | 1           | 48      | 168    |
| Stand: 31. Dezember 2021 |        |        |            |             |         |        |

### Olympische Winterspiele
Ergebnisse bei Olympischen Winterspielen:
|                                             | Einzelwettbewerbe | Einzelwettbewerbe | Einzelwettbewerbe | Einzelwettbewerbe | Staffelwettbewerbe | Staffelwettbewerbe |
| Sprint                                      | Verfolgung        | Einzel            | Massenstart       | Damenstaffel      | Mixedstaffel       |                    |
| ------------------------------------------- | ----------------- | ----------------- | ----------------- | ----------------- | ------------------ | ------------------ |
| Olympische Winterspiele 2014 \| Sotschi     | 55.               | 50.               | 57.               | –                 | 15.                | –                  |
| Olympische Winterspiele 2018 \| Pyeongchang | 70.               | –                 | –                 | –                 | –                  | –                  |
| Olympische Winterspiele 2022 \| Peking      | 35.               | 53.               | 59.               | –                 | 12.                | –                  |